# Real Estate
Real Estate je americká indierocková hudební skupina, která vznikla v newjerseyjském Ridgewoodu v roce 2009. Původní sestavu tvořili zpěvák a kytarista Martin Courtney, kytarista Matt Mondanile, baskytarista Alex Bleeker a bubeník Etienne Pierre Duguay. Později došlo k několika personálním změnám. Své první album, eponymní, kapela vydala ještě v roce svého vzniku. Později následovala další alba. První desku kapele vydala společnost Woodsist Records, další již Domino Records.

## Diskografie
- Real Estate (2009)
- Days (2011)
- Atlas (2014)
- In Mind (2017)
- The Main Thing (2020)
- Daniel (2024)